# The Survivors
The Survivors és una minisèrie dramàtica australiana creada per Tony Ayres per a Netflix. Basada en la novel·la de Jane Harper del 2020, la sèrie es va estrenar el 6 de juny de 2025. La sèrie segueix en Kieran Elliott, un resident de la ciutat costanera fictícia d'Evelyn Bay, a Tasmània, després d'una tempesta mortal, i el seu retorn 15 anys després amb la seva família, per retrobar-se amb la comunitat i ell mateix encara turmentat pels records del passat. S'ha subtitulat al català.
El 19 de desembre de 2023 es va anunciar que la sèrie havia començat el rodatge principal a Tasmània, havia aconseguit finançament i comptava amb el suport de VicScreen i Screen Tasmania.
El 15 de febrer de 2024 es va anunciar que la sèrie havia començat a rodar-se a Hobart i que el rodatge addicional tindria lloc als Docklands Studios de Melbourne.